# Partecipanti al Giro d'Italia 2025
Elenco dei partecipanti al Giro d'Italia 2025.
Il Giro d'Italia 2025 è la centottesima edizione della corsa. Alla competizione sono presenti 23 squadre: le diciotto iscritte all'UCI World Tour 2025 e cinque squadre invitate, ovverosia la Team Polti VisitMalta, la VF Group-Bardiani CSF-Faizanè, la Q36.5 Pro Cycling Team, la Tudor Pro Cycling Team e l'Israel-Premier Tech.
Ogni squadra è composta da 8 ciclisti, per un totale di 184 accreditati alla partenza, di cui solo 159 sono arrivati al traguardo di Roma.

## Corridori per squadra
| Red Bull-Bora-Hansgrohe       | Red Bull-Bora-Hansgrohe       | Red Bull-Bora-Hansgrohe       | Alpecin-Deceuninck     | Alpecin-Deceuninck     | Alpecin-Deceuninck     | Arkéa-B&B Hotels                | Arkéa-B&B Hotels                | Arkéa-B&B Hotels                |
| ----------------------------- | ----------------------------- | ----------------------------- | ---------------------- | ---------------------- | ---------------------- | ------------------------------- | ------------------------------- | ------------------------------- |
| Nº                            | Ciclista                      | Clas.                         | Nº                     | Ciclista               | Clas.                  | Nº                              | Ciclista                        | Clas.                           |
| 1                             | Primož Roglič                 | R 16ª                         | 11                     | Kaden Groves           | 107º                   | 21                              | Alessandro Verre                | 104º                            |
| 2                             | Giovanni Aleotti              | 59º                           | 12                     | Quinten Hermans        | 85º                    | 22                              | Giosuè Epis                     | 135º                            |
| 3                             | Nico Denz                     | 122º                          | 13                     | Juri Hollmann          | R 6ª                   | 23                              | Simon Guglielmi                 | 94º                             |
| 4                             | Jai Hindley                   | R 6ª                          | 14                     | Jimmy Janssens         | 118º                   | 24                              | Laurens Huys                    | 109º                            |
| 5                             | Daniel Martínez               | 53º                           | 15                     | Timo Kielich           | 86º                    | 25                              | Luca Mozzato                    | 138º                            |
| 6                             | Gianni Moscon                 | 121º                          | 16                     | Edward Planckaert      | 102º                   | 26                              | Michel Ries                     | NP 7ª                           |
| 7                             | Giulio Pellizzari             | 6º                            | 17                     | Fabio Van Den Bossche  | 100º                   | 27                              | Embret Svestad-Bårdseng         | 22º                             |
| 8                             | Jan Tratnik                   | 83º                           | 18                     | Jensen Plowright       | 158º                   | 28                              | Martin Tjøtta                   | 49º                             |
| Bahrain Victorious            | Bahrain Victorious            | Bahrain Victorious            | Cofidis                | Cofidis                | Cofidis                | Decathlon AG2R La Mondiale Team | Decathlon AG2R La Mondiale Team | Decathlon AG2R La Mondiale Team |
| Nº                            | Ciclista                      | Clas.                         | Nº                     | Ciclista               | Clas.                  | Nº                              | Ciclista                        | Clas.                           |
| 31                            | Antonio Tiberi                | 17º                           | 41                     | Milan Fretin           | NP 16ª                 | 51                              | Sam Bennett                     | 145º                            |
| 32                            | Pello Bilbao                  | 30º                           | 42                     | Nicolas Debeaumarché   | 140º                   | 52                              | Geoffrey Bouchard               | R 1ª                            |
| 33                            | Damiano Caruso                | 5º                            | 43                     | Jonathan Lastra        | 65º                    | 53                              | Dries De Bondt                  | 128º                            |
| 34                            | Afonso Eulálio                | R 19º                         | 44                     | Jan Maas               | 139º                   | 54                              | Stan Dewulf                     | 111º                            |
| 35                            | Matevž Govekar                | 142º                          | 45                     | Sylvain Moniquet       | 71º                    | 55                              | Dorian Godon                    | 84º                             |
| 36                            | Fran Miholjević               | 113º                          | 46                     | Stefano Oldani         | 67º                    | 56                              | Tord Gudmestad                  | 134º                            |
| 37                            | Andrea Pasqualon              | R 9ª                          | 47                     | Anthony Perez          | 124º                   | 57                              | Nicolas Prodhomme               | 15º                             |
| 38                            | Edoardo Zambanini             | 27º                           | 48                     | Sergio Samitier        | 52º                    | 58                              | Andrea Vendrame                 | 35º                             |
| EF Education-EasyPost         | EF Education-EasyPost         | EF Education-EasyPost         | Groupama-FDJ           | Groupama-FDJ           | Groupama-FDJ           | Ineos Grenadiers                | Ineos Grenadiers                | Ineos Grenadiers                |
| Nº                            | Ciclista                      | Clas.                         | Nº                     | Ciclista               | Clas.                  | Nº                              | Ciclista                        | Clas.                           |
| 61                            | Richard Carapaz               | 3º                            | 71                     | David Gaudu            | 66º                    | 81                              | Egan Bernal                     | 7º                              |
| 62                            | Kasper Asgreen                | 115º                          | 72                     | Sven Erik Bystrøm      | 130º                   | 82                              | Thymen Arensman                 | 29º                             |
| 63                            | Jefferson Alexander Cepeda    | 51º                           | 73                     | Clément Davy           | 137º                   | 83                              | Jonathan Castroviejo            | 61º                             |
| 64                            | Owain Doull                   | 110º                          | 74                     | Kevin Geniets          | 33º                    | 84                              | Lucas Hamilton                  | 47º                             |
| 65                            | Mikkel Honoré                 | 79º                           | 75                     | Lorenzo Germani        | 63º                    | 85                              | Kim Heiduk                      | 114º                            |
| 66                            | Darren Rafferty               | 87º                           | 76                     | Quentin Pacher         | 64º                    | 86                              | Brandon Rivera                  | NP 14ª                          |
| 67                            | James Shaw                    | 76º                           | 77                     | Enzo Paleni            | 112º                   | 87                              | Joshua Tarling                  | R 16ª                           |
| 68                            | Georg Steinhauser             | 74º                           | 78                     | Rémy Rochas            | 39º                    | 88                              | Ben Turner                      | 120º                            |
| Intermarché-Wanty             | Intermarché-Wanty             | Intermarché-Wanty             | Israel-Premier Tech    | Israel-Premier Tech    | Israel-Premier Tech    | Lidl-Trek                       | Lidl-Trek                       | Lidl-Trek                       |
| Nº                            | Ciclista                      | Clas.                         | Nº                     | Ciclista               | Clas.                  | Nº                              | Ciclista                        | Clas.                           |
| 91                            | Louis Meintjes                | 18º                           | 101                    | Derek Gee              | 4º                     | 111                             | Giulio Ciccone                  | NP 15ª                          |
| 92                            | Francesco Busatto             | 99º                           | 102                    | Simon Clarke           | 117º                   | 112                             | Daan Hoole                      | 119º                            |
| 93                            | Kevin Colleoni                | 108º                          | 103                    | Marco Frigo            | 28º                    | 113                             | Patrick Konrad                  | 73º                             |
| 94                            | Simone Petilli                | 60º                           | 104                    | Jakob Fuglsang         | 81º                    | 114                             | Søren Kragh Andersen            | NP 5ª                           |
| 95                            | Dion Smith                    | R 6ª                          | 105                    | Jan Hirt               | NP 7ª                  | 115                             | Jacopo Mosca                    | 126º                            |
| 96                            | Gerben Thijssen               | 157º                          | 106                    | Hugo Houle             | 62º                    | 116                             | Mads Pedersen                   | 90º                             |
| 97                            | Taco van der Hoorn            | 155º                          | 107                    | Nick Schultz           | 106º                   | 117                             | Mathias Vacek                   | 57º                             |
| 98                            | Gijs Van Hoecke               | 153º                          | 109                    | Corbin Strong          | 96º                    | 118                             | Carlos Verona                   | 54º                             |
| Movistar Team                 | Movistar Team                 | Movistar Team                 | Q36.5 Pro Cycling Team | Q36.5 Pro Cycling Team | Q36.5 Pro Cycling Team | Soudal Quick-Step               | Soudal Quick-Step               | Soudal Quick-Step               |
| Nº                            | Ciclista                      | Clas.                         | Nº                     | Ciclista               | Clas.                  | Nº                              | Ciclista                        | Clas.                           |
| 121                           | Nairo Quintana                | 25º                           | 131                    | Thomas Pidcock         | 16º                    | 141                             | Mikel Landa                     | R 1ª                            |
| 122                           | Orluis Aular                  | 101º                          | 132                    | Xabier Azparren        | 125º                   | 142                             | Mattia Cattaneo                 | 44º                             |
| 123                           | Jon Barrenetxea               | 92º                           | 133                    | Mark Donovan           | 55º                    | 143                             | Josef Černý                     | 132º                            |
| 124                           | Jefferson Alveiro Cepeda      | 34º                           | 134                    | Damien Howson          | 46º                    | 144                             | Gianmarco Garofoli              | 31º                             |
| 125                           | Davide Formolo                | 45º                           | 135                    | Emīls Liepiņš          | 131º                   | 145                             | Ethan Hayter                    | 136º                            |
| 126                           | Lorenzo Milesi                | 88º                           | 136                    | Matteo Moschetti       | 152º                   | 146                             | James Knox                      | 19º                             |
| 127                           | Einer Rubio                   | 8º                            | 137                    | Milan Vader            | 80º                    | 147                             | Luke Lamperti                   | 146º                            |
| 128                           | Albert Torres                 | 127º                          | 138                    | Nickolas Zukowsky      | R 4ª                   | 148                             | Paul Magnier                    | NP 16ª                          |
| Team Jayco AlUla              | Team Jayco AlUla              | Team Jayco AlUla              | Team Picnic PostNL     | Team Picnic PostNL     | Team Picnic PostNL     | Team Polti VisitMalta           | Team Polti VisitMalta           | Team Polti VisitMalta           |
| Nº                            | Ciclista                      | Clas.                         | Nº                     | Ciclista               | Clas.                  | Nº                              | Ciclista                        | Clas.                           |
| 151                           | Chris Harper                  | 23º                           | 161                    | Romain Bardet          | 26º                    | 171                             | Davide Piganzoli                | 14º                             |
| 152                           | Koen Bouwman                  | NP 9ª                         | 162                    | Alexander Edmondson    | 148º                   | 172                             | Davide Bais                     | 97º                             |
| 153                           | Davide De Pretto              | 77º                           | 163                    | Chris Hamilton         | 47º                    | 173                             | Mattia Bais                     | 69º                             |
| 154                           | Paul Double                   | 98º                           | 164                    | Gijs Leemreize         | 43º                    | 174                             | Giovanni Lonardi                | 129º                            |
| 155                           | Felix Engelhardt              | 82º                           | 165                    | Niklas Märkl           | 156º                   | 175                             | Mirco Maestri                   | 93º                             |
| 156                           | Michael Hepburn               | 143º                          | 166                    | Max Poole              | 11º                    | 176                             | Francisco Muñoz                 | 144º                            |
| 157                           | Luke Plapp                    | R 17ª                         | 167                    | Casper van Uden        | 150º                   | 177                             | Andrea Pietrobon                | 141º                            |
| 158                           | Filippo Zana                  | 58º                           | 168                    | Bram Welten            | R 7ª                   | 178                             | Alessandro Tonelli              | 48º                             |
| Team Visma-Lease a Bike       | Team Visma-Lease a Bike       | Team Visma-Lease a Bike       | Tudor Pro Cycling Team | Tudor Pro Cycling Team | Tudor Pro Cycling Team | UAE Team Emirates XRG           | UAE Team Emirates XRG           | UAE Team Emirates XRG           |
| Nº                            | Ciclista                      | Clas.                         | Nº                     | Ciclista               | Clas.                  | Nº                              | Ciclista                        | Clas.                           |
| 181                           | Wout Van Aert                 | 72º                           | 191                    | Michael Storer         | 10º                    | 201                             | Juan Ayuso                      | R 18ª                           |
| 182                           | Edoardo Affini                | 133º                          | 192                    | Marco Brenner          | R 19ª                  | 202                             | Igor Arrieta                    | 36º                             |
| 183                           | Wilco Kelderman               | 37º                           | 193                    | Alexander Krieger      | 159º                   | 203                             | Filippo Baroncini               | 78º                             |
| 184                           | Olav Kooij                    | 149º                          | 194                    | Rick Pluimers          | 105º                   | 204                             | Isaac Del Toro                  | 2º                              |
| 185                           | Steven Kruijswijk             | 38º                           | 195                    | Florian Stork          | 20º                    | 205                             | Rafał Majka                     | 13º                             |
| 186                           | Bart Lemmen                   | 42º                           | 196                    | Yannis Voisard         | 32º                    | 206                             | Brandon McNulty                 | 9º                              |
| 187                           | Dylan van Baarle              | 95º                           | 197                    | Lawrence Warbasse      | 68º                    | 207                             | Jay Vine                        | R 17ª                           |
| 188                           | Simon Yates                   | 1º                            | 198                    | Maikel Zijlaard        | 154º                   | 208                             | Adam Yates                      | 12º                             |
| VF Group-Bardiani CSF-Faizanè | VF Group-Bardiani CSF-Faizanè | VF Group-Bardiani CSF-Faizanè | XDS Astana Team        | XDS Astana Team        | XDS Astana Team        |                                 |                                 |                                 |
| Nº                            | Ciclista                      | Clas.                         | Nº                     | Ciclista               | Clas.                  |                                 |                                 |                                 |
| 211                           | Filippo Fiorelli              | 89º                           | 221                    | Diego Ulissi           | 21º                    |                                 |                                 |                                 |
| 212                           | Luca Covili                   | 70º                           | 222                    | Nicola Conci           | 56º                    |                                 |                                 |                                 |
| 213                           | Filippo Magli                 | 116º                          | 223                    | Lorenzo Fortunato      | 24º                    |                                 |                                 |                                 |
| 214                           | Martin Marcellusi             | 75º                           | 224                    | Max Kanter             | 123º                   |                                 |                                 |                                 |
| 215                           | Alessio Martinelli            | R 16ª                         | 225                    | Anton Kuzmin           | 147º                   |                                 |                                 |                                 |
| 216                           | Alessandro Pinarello          | NP 6ª                         | 226                    | Fausto Masnada         | 41º                    |                                 |                                 |                                 |
| 217                           | Manuele Tarozzi               | 91º                           | 227                    | Wout Poels             | 50º                    |                                 |                                 |                                 |
| 218                           | Enrico Zanoncello             | 151º                          | 228                    | Christian Scaroni      | 40º                    |                                 |                                 |                                 |

### Legenda
| Legenda | Legenda | Legenda | Legenda                                                       |
| ------- | --- | ------- | ------------------------------------------------------------- |
| Nº      | Dorsale di partenza del ciclista | Clas.   | Posizione finale nella classifica generale                    |
|         | Indica il vincitore della classifica generale                                                                                        |         | Indica il vincitore della classifica scalatori                |
|         | Indica il vincitore della classifica a punti                                                                                         |         | Indica il vincitore della classifica dei giovani              |
| NP      | Indica un ciclista che non è ripartito in una tappa la mattina                                                                       | R       | Indica un ciclista che si è ritirato in una tappa             |
| FT      | Indica un ciclista che ha concluso una tappa fuori tempo, ossia ha impiegato più tempo rispetto a quanto stabilito dal tempo massimo | SQ      | Corridore squalificato per non aver rispettato il regolamento |

## Corridori per nazione
Le nazionalità rappresentate nella manifestazione sono 29; in tabella il numero dei ciclisti suddivisi per la propria nazione di appartenenza:
| Numero ciclisti | Nazione                                                                                              |
| --------------- | --- |
| 48              | Italia                                                                                               |
| 17              | Paesi Bassi                                                                                          |
| 14              | Australia                                                                                            |
| 13              | Francia, Belgio                                                                                      |
| 12              | Spagna, Gran Bretagna                                                                                |
| 10              | Germania                                                                                             |
| 5               | Colombia, Danimarca                                                                                  |
| 4               | Norvegia                                                                                             |
| 3               | Rep. Ceca, Canada, Slovenia, Ecuador, Stati Uniti                                                    |
| 2               | Nuova Zelanda, Lussemburgo, Irlanda                                                                  |
| 1               | Lettonia, Svizzera, Kazakistan, Polonia, Messico, Venezuela, Austria, Croazia, Portogallo, Sudafrica |

### Quadro d'insieme nazionalità e tappe
| Nazione       | Corridori partenti | Corridori arrivati | Tappe vinte                                   |
| ------------- | ------------------ | ------------------ | --------------------------------------------- |
| Australia     | 14                 | 11                 | 3 (Kaden Groves, Luke Plapp, Chris Harper)    |
| Austria       | 1                  | 1                  | -                                             |
| Belgio        | 13                 | 12                 | 1 (Wout Van Aert)                             |
| Canada        | 3                  | 2                  | -                                             |
| Colombia      | 5                  | 4                  | -                                             |
| Croazia       | 1                  | 1                  | -                                             |
| Danimarca     | 5                  | 4                  | 5 (4 Mads Pedersen, Kasper Asgreen)           |
| Ecuador       | 3                  | 3                  | 1 (Richard Carapaz)                           |
| Francia       | 13                 | 11                 | 1 (Nicolas Prodhomme)                         |
| Germania      | 10                 | 8                  | 1 (Nico Denz)                                 |
| Gran Bretagna | 12                 | 11                 | 1 (Joshua Tarling)                            |
| Irlanda       | 2                  | 2                  | -                                             |
| Italia        | 48                 | 44                 | 1 (Christian Scaroni)                         |
| Kazakistan    | 1                  | 1                  | -                                             |
| Lettonia      | 1                  | 1                  | -                                             |
| Lussemburgo   | 2                  | 1                  | -                                             |
| Messico       | 1                  | 1                  | 1 (Isaac Del Toro)                            |
| Norvegia      | 4                  | 4                  | -                                             |
| Nuova Zelanda | 2                  | 1                  | -                                             |
| Paesi Bassi   | 17                 | 15                 | 4 (2 Olav Kooij, Casper van Uden, Daan Hoole) |
| Polonia       | 1                  | 1                  | -                                             |
| Portogallo    | 1                  | 0                  | -                                             |
| Rep. Ceca     | 3                  | 2                  | -                                             |
| Slovenia      | 3                  | 2                  | -                                             |
| Spagna        | 12                 | 10                 | 2 (Juan Ayuso, Carlos Verona)                 |
| Stati Uniti   | 3                  | 3                  | -                                             |
| Sudafrica     | 1                  | 1                  | -                                             |
| Svizzera      | 1                  | 1                  | -                                             |
| Venezuela     | 1                  | 1                  | -                                             |
| Totale        | 184                | 159                | 21                                            |